# Шпак Дмитро Володимирович
Дмитро́ Володи́мирович Шпак (1984—2022) — український спортсмен, старший солдат Збройних Сил України, учасник російсько-української війни, який відзначився у ході російського вторгнення в Україну. Герой України (2023, посмертно).

## Життєпис
Народився 18 квітня 1984 року в м. Путивль Сумської області. Навчався спочатку в Путивльській ЗОШ № 1, згодом — в Київському спортивному ліцеї-інтернаті. Вищу освіту здобував у Сумському державному педагогічному університеті ім. А. С. Макаренка та Харківському національному педагогічному університеті ім. Г. С. Сковороди.
Активно займався спортом — майстер спорту України з греко-римської боротьби, фіналістом чемпіонату Європи з грепплінгу, кандидат у майстри джіу-джитсу, чемпіон України з гирьового спорту (серед аматорів). Організатор спортивних змагань.
З перших днів російського вторгнення в Україну став на захист країни; одночасно займався волонтерською діяльністю для місцевих мешканців Путівля та військовослужбовців ЗСУ.
Загинув 4 листопада 2022 року в Запорізькій області під час виконання бойового завдання від кульового поранення.
Похований у м. Путивлі Сумської області.
Залишились дружина та двоє дітей.

## Вшанування пам'яті
5 грудня 2022 року було зареєстровано електронну петицію до президента України про присвоєння звання Героя України (посмертно) Шпаку Дмитру Володимировичу. Вона набрала у відведений термін понад 25 тисяч підписів та була розглянута президентом..

## Нагороди
- Звання «Герой України» з удостоєнням ордена «Золота Зірка» (29 вересня 2023, посмертно) — за особисту мужність і героїзм, виявлені у захисті державного суверенітету та територіальної цілісності України, самовіддане служіння Українському народові[4].